# Phaonia virgata
Phaonia virgata este o specie de muște din genul Phaonia, familia Muscidae, descrisă de Stein în anul 1913. Conform Catalogue of Life specia Phaonia virgata nu are subspecii cunoscute.